# Мада'ин Салих
Мада'ин Салих (арапски језик: مدائن صالح, за "Салехов град"; грчки језик и латински језик: Хегра‎), познат и као Ел Хиџр (арапски за "Каменито место"), је археолошки локалитет древног града у данашњој Саудијској Арабији у којем има највише остатка набатејске културе, након њихове престонице у Петри. Град је пре Набатејаца припадао Лихјанском краљевству, а после Римском царству, чији се трагови такође могу пронаћи на овом локалитету.
У Курану се спомиње још раније насеље племена Тамуд на овом истом месту из 3. века п. н. е. Тачније, наводи се како је Алах казнио Тамудијце због њиховог упорног идолопоклонства и планирања убиства Пророка, тако што их је погодио потресом и ударима муња. Стога је ово место постало омражено међу муслиманима као „уклето место“, што је још увек проблем који влада Саудијске Арабије покушава да реши ради развијања Мада'ин Салиха као туристичке атракције. Мада'ин Салих је под заштитом државе још од 1972. године и први је локалитет на тлу Саудијске Арабије који је уписан на УНЕСКО-в Списак места Светске баштине у Азији и Аустралазији 2008. године
У Мада'ин Салиху се налази 131 касноантичка камена монументална гробница исклесана у стени, на подручју од 13,4 km, с раскошним фасадама из времена Набатејског краљевства (1. век), али и око 2000 других гробница с многим набатејским натписима.
- Сунчани сат из Хегре